# Feel my soul
「feel my soul」（フィール・マイ・ソウル）は、日本のシンガーソングライター・YUIのメジャー1作目（通算2作目）のシングル。

## 概要
- 前作「It's happy line」から2か月ぶりとなる、メジャーデビューシングル。また、初の全国流通作品でもある[注 1]。
- 今作のみ音楽プロデューサー西尾芳彦も参加している。
- 表題曲は竹内結子主演のテレビドラマ『不機嫌なジーン』の主題歌に起用された[1]。
- オリコンチャートデイリー16位[1]、初登場9位[2]、最高8位を獲得[3]。シングル・アルバム通じて初のトップ10入りを果たした。

## 収録曲
| 全作曲: YUI、全編曲: Hideyuki DAICHI Suzuki。 |                                 |      |            |      |
| #                                             | タイトル                        | 作詞 | 作曲・編曲 | 時間 |
| 1.                                            | 「feel my soul」                | YUI  | YUI        | 3:51 |
| 2.                                            | 「Free Bird」                   | YUI  | YUI        | 2:59 |
| 3.                                            | 「Why me」                      | YUI  | YUI        | 4:08 |
| 4.                                            | 「feel my soul -Instrumental-」 |      | YUI        | 3:50 |

### 解説
1. feel my soul
メジャーデビューの準備をするために福岡県から東京都への上京が決まり、もがきながらも前に進んで行きたい気持ちを書いた楽曲[4][5]。
2. Free Bird
3. Why me
メジャーデビューのきっかけとなった、ソニー・ミュージックエンタテインメント主催のオーディション最終審査で歌唱した、YUIが初めて制作した楽曲[4]。
4. feel my soul -Instrumental-
表題曲のインストゥルメンタルバージョン。

## 参加ミュージシャン
- YUI：Vocal & Chorus (#1〜3)、Guitar (全曲)

Support Musician
- 鈴木Daichi秀行：Guitar & Programming & Bass (全曲)
- そうる透：Drums (#2)

## タイアップ
- フジテレビ系列月曜9時枠ドラマ『不機嫌なジーン』主題歌 (#1)

## 収録アルバム
- FROM ME TO YOU (#1)
- MY SHORT STORIES (#2,3)
- SHE LOVES YOU (#1)
- ORANGE GARDEN POP (#1)
- HIT STYLE (#1)

## 他のアーティストによるカバー
feel my soul
- 小鞠知花（寺澤百花）- テレビアニメ『負けヒロインが多すぎる!』エンディングテーマ。2024年9月25日のアルバム『負けヒロインが多すぎる！ マケイン応援！カバーソングコレクション』に収録。